# 福爾卡赫河

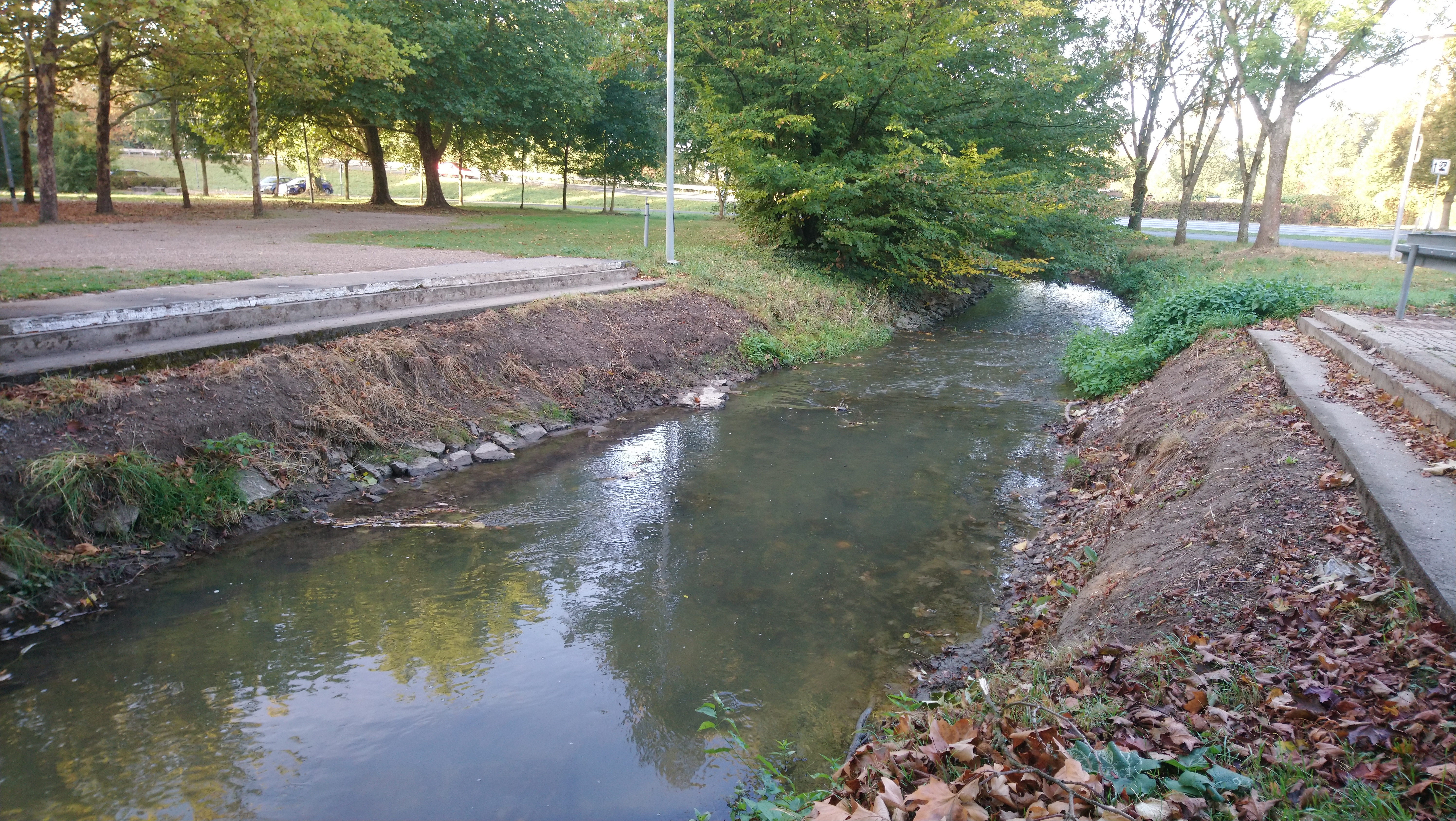

福爾卡赫河是德國的河流，位於該國東南部，由巴伐利亞負責管轄，屬於美因河的左支流，河道全長30.2公里，流域面積128.4平方公里，河口處在福爾卡赫附近。